# Andrea Di Renzo
Andrea Di Renzo, né le 24 janvier 1995 à Lanciano, est un coureur cycliste italien, professionnel de 2020 à 2021.

## Biographie
Né à Lanciano (Abruzzes), il est le neveu de Marco Antonio Di Renzo, cycliste professionnel de 1996 à 2000. Il commence le cyclisme à l'âge de dix ans.
Il fait ses débuts espoirs en 2014 au sein de l'équipe Vini Fantini-Nippo-De Rosa. Au cours du mois de septembre, il frôle la mort en chutant lourdement à l'entraînement près de Pescara. Malgré ses blessures, il parvient finalement à reprendre la compétition l'année suivante. 
En 2016, il court au niveau continental dans l'équipe GM Europa Ovini, sans toutefois obtenir de résultats probants. De retour chez les amateurs, il réalise une bonne saison 2018 en obtenant une victoire et diverses places d'honneur. Il termine notamment troisième du Tour du Frioul-Vénétie julienne, remporté par Tadej Pogačar.
En 2019, il confirme en obtenant de nouveaux accessits dans le calendrier amateur italien. En Pologne, il prend la troisième place du Tour of Malopolska, course du calendrier UCI. Il passe finalement professionnel en 2020 en signant dans l'équipe Neri Sottoli-Selle Italia-KTM.
En fin de contrat en fin d'année 2021, celui-ci n'est pas prolongé et il ne retrouve pas d'équipe. Di Renzo arrête alors sa carrière professionnelle.

## Palmarès
- 2017
  - 3e du Giro del Casentino
- 2018
  - Trophée MP Filtri
  - 2e de la Coppa Comune di Castelfranco Piandiscò
  - 3e de la Coppa Penna
  - 3e du Giro delle Valli Aretine
  - 3e du Grand Prix de la ville de Montegranaro
  - 3e du Trofeo Tosco-Umbro
  - 3e du Mémorial Morgan Capretta
  - 3e du Tour du Frioul-Vénétie julienne
- 2019
  - 2e du Mémorial Filippo Micheli
  - 2e du Trofeo SS Addolorata
  - 3e du Tour of Malopolska

## Classements mondiaux
| Année           | 2018   |
| --------------- | ------ |
| UCI Europe Tour | 1 110e |